# Arturo Muñoz
Arturo Muñoz Gutiérrez (Città del Messico, 31 dicembre 1984) è un ex calciatore messicano, di ruolo difensore.

## Palmarès

### Club
- Campionato messicano: 1

Atlante: Apertura 2007